# كواتشيلا (كاليفورنيا)
كواتشيلا (بالإنجليزية: Coachella)‏ هي إحدى مدن مقاطعة ريفيرسيدي، كاليفورنيا. تم إعطاءها لقب مدينة في 13 ديسمبر، 1946.

## التركيبة السكانية
حدّد مكتب تعداد الولايات المتحدة بيانات التركيبة السكانية لكواتشيلا في تعداد الولايات المتحدة. في ما يلي، التركيبة السكانية حسب تعدادي 2000 و2010.

### تعداد عام 2000
بلغ عدد سكان كواتشيلا 22,724 نسمة بحسب تعداد عام 2000، وبلغ عدد الأسر 4,807 أسرة وعدد العائلات 4,482 عائلة مقيمة في المدينة. في حين سجلت الكثافة السكانية 291.7 نسمة لكل كيلومتر مربع (755.5/ميل2). وبلغ عدد الوحدات السكنية 5,024 وحدة بمتوسط كثافة قدره 64.5 لكل كيلومتر مربع (167.1/ميل2).
وتوزع التركيب العرقي للمدينة بنسبة 38.77% من البيض و0.45% من الأمريكيين الأفارقة و0.84% من الأمريكيين الأصليين و0.31% من الأمريكيين ذوي الأصول الآسيوية و0.03% من سكان جزر المحيط الهادئ و56.57% من الأعراق الأخرى و3.03% من عرقين مختلطين أو أكثر و97.39% من الهسبانيون أو اللاتينيون من أي عرق.
بلغ عدد الأسر 4,807 أسرة كانت نسبة 76.1% منها لديها أطفال تحت سن الثامنة عشر تعيش معهم، وبلغت نسبة الأزواج القاطنين مع بعضهم البعض 66.5% من أصل المجموع الكلي للأسر، ونسبة 19.4% من الأسر كان لديها معيلات من الإناث دون وجود شريك، بينما كانت نسبة 7.4% من الأسر لديها معيلون من الذكور دون وجود شريكة وكانت نسبة 6.8% من غير العائلات. تألفت نسبة 5.3% من أصل جميع الأسر من عدة أفراد يعيشون في نفس المنزل ونسبة 2.3% كانت تتألف من شخص يعيش بمفرده يبلغ من العمر 65 عاماً أو أكثر. وبلغ متوسط حجم الأسرة المعيشية 4.72، أما متوسط حجم العائلات فبلغ 4.80.
بلغ العمر الوسطي للسكان 22.8 عاماً. وكانت نسبة 40.7% من القاطنين تحت سن الثامنة عشر، وكانت نسبة 12.7% بين الثامنة عشر والرابعة والعشرين عاماً، ونسبة 28.7% كانت واقعةً في الفئة العمرية ما بين الخامسة والعشرين والرابعة والأربعين عاماً، ونسبة 12.8% كانت ما بين الخامسة والأربعين والرابعة والستين، ونسبة 5% كانت ضمن فئة الخامسة والستين عاماً فما فوق. يوجد لكل 100 أنثى 99.9 ذكر، ويوجد لكل 100 أنثى في الثامنة عشر من عمرها فما فوق 99.3 ذكر.
بلغ متوسط دخل الأسرة في المدينة 28,590 دولارًا، أما متوسط دخل العائلة فبلغ 28,320 دولارًا. وكان متوسط دخل الذكور 23,044 دولارًا مقابل 15,550 دولارًا للإناث. وسجل دخل الفرد الخاص بالمدينة 7,416 دولارًا. وكانت نسبة 29.1% من العائلات ونسبة 28.9% من السكان تحت خط الفقر، وكان من هؤلاء نسبة 35.4% تحت سن الثامنة عشر ونسبة 25.7% في الخامسة والستين من العمر وما فوق.

### تعداد عام 2010
بلغ عدد سكان كواتشيلا 40,704 نسمة بحسب تعداد عام 2010، وبلغ عدد الأسر 8,998 أسرة وعدد العائلات 8,330 عائلة مقيمة في المدينة. في حين سجلت الكثافة السكانية 522.5 نسمة لكل كيلومتر مربع (1,353.3/ميل2). وبلغ عدد الوحدات السكنية 9,903 وحدة بمتوسط كثافة قدره 127.1 لكل كيلومتر مربع (329.2/ميل2).
وتوزع التركيب العرقي للمدينة بنسبة 48.09% من البيض و0.79% من الأمريكيين الأفارقة و0.71% من الأمريكيين الأصليين و0.65% من الأمريكيين ذوي الأصول الآسيوية و0.08% من سكان جزر المحيط الهادئ و47.06% من الأعراق الأخرى و2.61% من عرقين مختلطين أو أكثر و96.44% من الهسبانيون أو اللاتينيون من أي عرق.
بلغ عدد الأسر 8,998 أسرة كانت نسبة 73.6% منها لديها أطفال تحت سن الثامنة عشر تعيش معهم، وبلغت نسبة الأزواج القاطنين مع بعضهم البعض 62% من أصل المجموع الكلي للأسر، ونسبة 21.4% من الأسر كان لديها معيلات من الإناث دون وجود شريك، بينما كانت نسبة 9.1% من الأسر لديها معيلون من الذكور دون وجود شريكة وكانت نسبة 7.4% من غير العائلات. تألفت نسبة 5.2% من أصل جميع الأسر من عدة أفراد يعيشون في نفس المنزل ونسبة 1.7% كانت تتألف من شخص يعيش بمفرده يبلغ من العمر 65 عاماً أو أكثر. وبلغ متوسط حجم الأسرة المعيشية 4.52، أما متوسط حجم العائلات فبلغ 4.57.
بلغ العمر الوسطي للسكان 24.5 عاماً. وكانت نسبة 38.8% من القاطنين تحت سن الثامنة عشر، وكانت نسبة 12% بين الثامنة عشر والرابعة والعشرين عاماً، ونسبة 29.2% كانت واقعةً في الفئة العمرية ما بين الخامسة والعشرين والرابعة والأربعين عاماً، ونسبة 15.5% كانت ما بين الخامسة والأربعين والرابعة والستين، ونسبة 4.5% كانت ضمن فئة الخامسة والستين عاماً فما فوق. وتوزع التركيب الجنسي للسكان بنسبة 49.8% ذكور و50.2% إناث.

## المناخ
يظهر الجدول التالي التغييرات المناخية على مدار السنة لكواتشيلا:
| البيانات المناخية لـكواتشيلا        | البيانات المناخية لـكواتشيلا | البيانات المناخية لـكواتشيلا | البيانات المناخية لـكواتشيلا | البيانات المناخية لـكواتشيلا | البيانات المناخية لـكواتشيلا | البيانات المناخية لـكواتشيلا | البيانات المناخية لـكواتشيلا | البيانات المناخية لـكواتشيلا | البيانات المناخية لـكواتشيلا | البيانات المناخية لـكواتشيلا | البيانات المناخية لـكواتشيلا | البيانات المناخية لـكواتشيلا | البيانات المناخية لـكواتشيلا |
| الشهر                               | يناير                        | فبراير                       | مارس                         | أبريل                        | مايو                         | يونيو                        | يوليو                        | أغسطس                        | سبتمبر                       | أكتوبر                       | نوفمبر                       | ديسمبر                       | المعدل السنوي                |
| ----------------------------------- | ---------------------------- | ---------------------------- | ---------------------------- | ---------------------------- | ---------------------------- | ---------------------------- | ---------------------------- | ---------------------------- | ---------------------------- | ---------------------------- | ---------------------------- | ---------------------------- | ---------------------------- |
| الدرجة القصوى °ف (°م)               | 95 (35)                      | 99 (37)                      | 104 (40)                     | 112 (44)                     | 116 (47)                     | 121 (49)                     | 123 (51)                     | 123 (51)                     | 121 (49)                     | 116 (47)                     | 102 (39)                     | 93 (34)                      | 123 (51)                     |
| متوسط درجة الحرارة الكبرى °ف (°م)   | 70.7 (21.5)                  | 73.9 (23.3)                  | 80.5 (26.9)                  | 87.5 (30.8)                  | 95.6 (35.3)                  | 103.6 (39.8)                 | 108.1 (42.3)                 | 107.3 (41.8)                 | 101.7 (38.7)                 | 91.1 (32.8)                  | 78.4 (25.8)                  | 69.3 (20.7)                  | 89.0 (31.7)                  |
| متوسط درجة الحرارة الصغرى °ف (°م)   | 45.5 (7.5)                   | 48.0 (8.9)                   | 52.2 (11.2)                  | 57.4 (14.1)                  | 64.4 (18.0)                  | 71.0 (21.7)                  | 77.6 (25.3)                  | 77.6 (25.3)                  | 71.7 (22.1)                  | 62.5 (16.9)                  | 51.8 (11.0)                  | 44.2 (6.8)                   | 60.3 (15.7)                  |
| أدنى درجة حرارة °ف (°م)             | 19 (−7)                      | 24 (−4)                      | 29 (−2)                      | 34 (1)                       | 36 (2)                       | 44 (7)                       | 54 (12)                      | 52 (11)                      | 46 (8)                       | 30 (−1)                      | 23 (−5)                      | 23 (−5)                      | 19 (−7)                      |
| الهطول إنش (مم)                     | 1.15 (29)                    | 1.11 (28)                    | 0.53 (13)                    | 0.06 (1.5)                   | 0.02 (0.51)                  | 0.02 (0.51)                  | 0.13 (3.3)                   | 0.29 (7.4)                   | 0.23 (5.8)                   | 0.24 (6.1)                   | 0.32 (8.1)                   | 0.87 (22)                    | 4.97 (126)                   |
| متوسط أيام هطول الأمطار (≥ 0.01 in) | 3.1                          | 3.2                          | 1.6                          | 0.6                          | 0.2                          | 0                            | 0.6                          | 0.9                          | 0.8                          | 0.7                          | 0.8                          | 1.9                          | 14.4                         |
| المصدر: NOAA                        |                              |                              |                              |                              |                              |                              |                              |                              |                              |                              |                              |                              |                              |